# Porto da Cruz

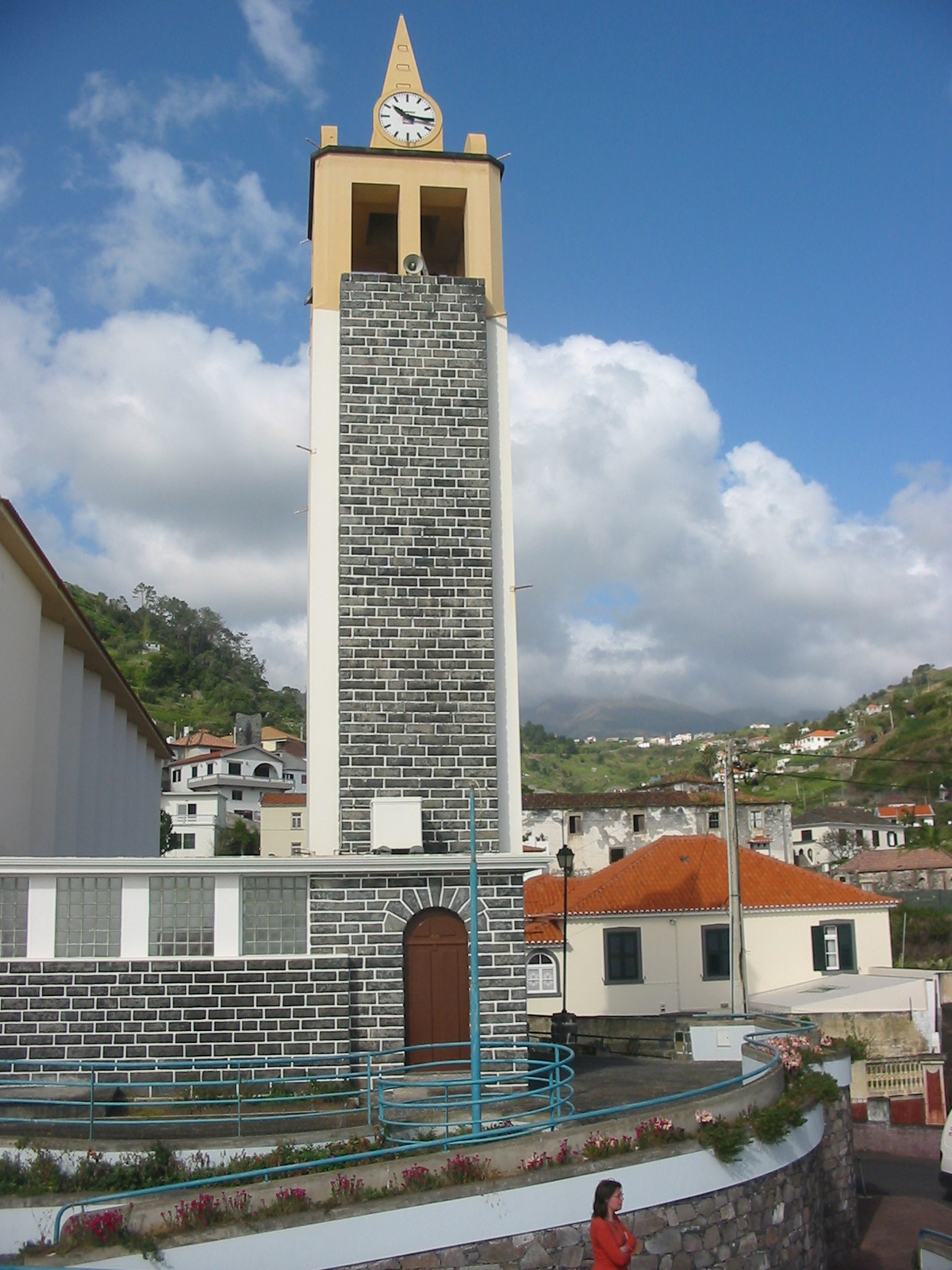
Kirche in Porto da Cruz

Porto da Cruz ([ˈpoɾtu dɐ ˈkɾuʃ] dt. Hafen des Kreuzes) ist eine Gemeinde im Kreis von Machico im Nordosten von Madeira. Am 19. April 2021 hatte Porto da Cruz 2134 Einwohner auf einem Gebiet von 25,2 km².

## Ortsteile
- Achada
- Cruz da Guarda
- Casas Próximas
- Folhadal
- Larano
- Maiata de Baixo
- Maiata de Cima
- Massapez
- Referta
- Ribeira Tem-Te-Não-Caias
- Serrado
- Terra Baptista

## Ortsbeschreibung
Am kleinen zentralen Platz des Ortes gibt es neben der Kirche mehrere kleine Geschäfte, eine Apotheke und einen Taxistand. Außer der Gemeindeverwaltung sind im Kernort (Casas Próximas) an öffentlichen Einrichtungen auch eine Grundschule, eine große Sporthalle, das Bürgerhaus, das lokale Gesundheitszentrum und ein Altenheim vorhanden. Eine gute gastronomische Versorgung ist durch zwei kleinere Hotels und weitere Privatquartiere sowie mehrere Restaurants und Bars gegeben.
Porto da Cruz wird von und nach der Inselhauptstadt Funchal sowie dem Flughafen der Insel regelmäßig von Bussen des Lokalverkehrs bedient.

## Sehenswürdigkeiten

### Zuckerrohrfabrik
Die 1927 gegründete Zuckerrohrfabrik produziert immer noch nach dem gleichen Verfahren wie bei ihrer Gründung. Ein markantes Merkmal ist der 26 m hohe Turm, dessen Dampf weit sichtbar auf die süße Produktion von Rum und Honigmelasse aufmerksam macht.

### Strandbad und Meerwasserschwimmbad
Im Jahr 2004 wurde der Badekomplex ‘Praia da Alagoa’, ein Strandbad mit modernen Einrichtungen, eröffnet. Der schwarze Sandstrand ist auch bei Surfern als Start in die Wellen beliebt. Baden ist dort in der Regel aber nur bei ruhigem Meer und Ebbe möglich. Darüber hinaus gibt es ein in der touristischen Saison betriebenes Meerwasserschwimmbad am einen Ende der kleinen Strandpromenade des Ortes. Da es sich in einem vom Meer vollständig getrennten Becken befindet, ist dort Baden während der Saison eigentlich immer möglich. Nur bei hohem Wellengang können Brecher bis ins Becken schwappen.

### Adlerfelsen

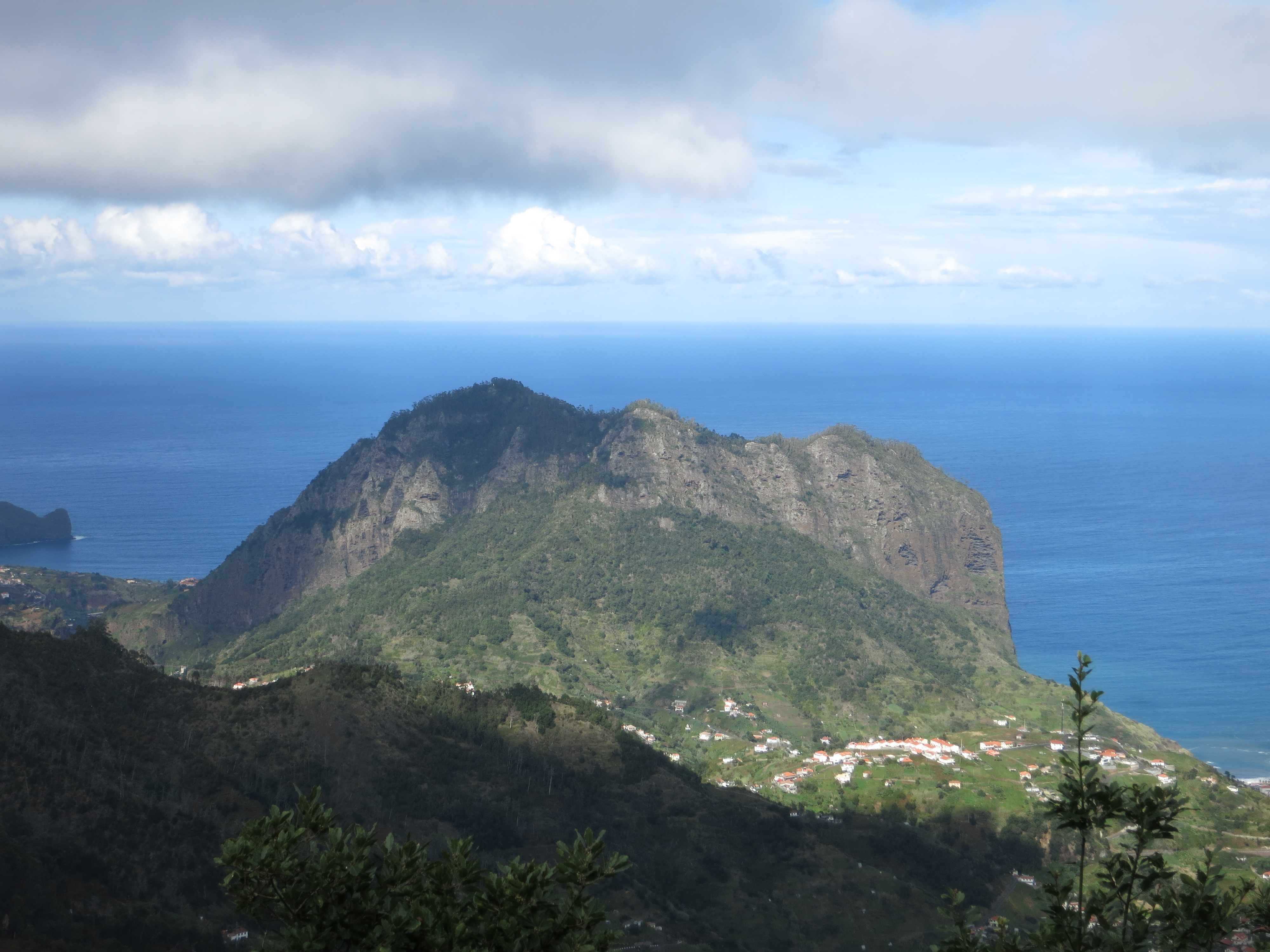
Der Adlerfelsen

Etwa 1 km nordwestlich von Porto da Cruz befindet sich der Adlerfelsen, portugiesisch Penha de Aguia, ein bekannter Berg Madeiras.

## Persönlichkeiten
- José Ornelas Carvalho SCJ (* 1954), portugiesischer Geistlicher, ehemaliger Generaloberer der Dehonianer und Bischof von Leiria-Fátima

## Weinbau
Berühmt ist Porto da Cruz ist für seinen ‘Vinho seco americano’. Dieser trockene Rotwein wird aus der Traubensorte ‘Americana’ gekeltert. Im September jeden Jahres findet das große Weinfest ‘Festa do Vinho’ zur Feier der Weinlese statt.